# Аск (Горњи Пиринеји)
Аск (фр. Asque) је насељено место у Француској у региону Миди Пирене, у департману Горњи Пиринеји.
По подацима из 2011. године у општини је живело 118 становника, а густина насељености је износила 7,44 становника/km².

## Демографија
| 1962. | 1968. | 1975. | 1982. | 1990. | 2011. |
| ----- | ----- | ----- | ----- | ----- | ----- |
| 160   | 131   | 108   | 118   | 100   | 118   |